# Chenies Manor House
Chenies Manor House, ubicata a Chenies, Buckinghamshire, nel sud dell'Inghilterra, è una manor storica, anticamente chiamata Chenies Palace, proprietà della famiglia Cheyne dal 1180. L'attuale edificio fu costruito intorno al 1460 da Sir John Cheyne. La sua vedova, Lady Agnes Cheyne, lasciò in eredità la manor alla nipote, Anne Semark, moglie di Sir David Phelip nel 1494.
Ampliamenti vennero realizzati nel 1526 da John Russell, I conte di Bedford e nel 1560 venne ristrutturata da Francis Russell, II conte di Bedford, che ne fece la sua dimora principale. La manor rimase in possesso dei Russell fino al 1954 ed è ora di proprietà della famiglia Macleod Matthews.
Essa è aperta al pubblico per periodi limitati, essendo utilizzata come casa privata per la maggior parte dell'anno. Essa comprende un pozzo di epoca medievale e una canonica celata che ospitava preti cattolici durante il regno di Elisabetta I. Nel 2004 la serie TV britannica, Time Team, vi iniziò degli scavi archeologici. Essa è nota per i suoi giardini circostanti.

Lo storico dell'architettura, Nikolaus Pevsner, descrisse la manor come: "Splendidamente dolce sotto gli alberi presso la chiesa e archeologicamente un puzzle affascinante."  Ventitré singoli camini in mattoni tagliati distinguono la casa e le fanno eco in tutto il villaggio.

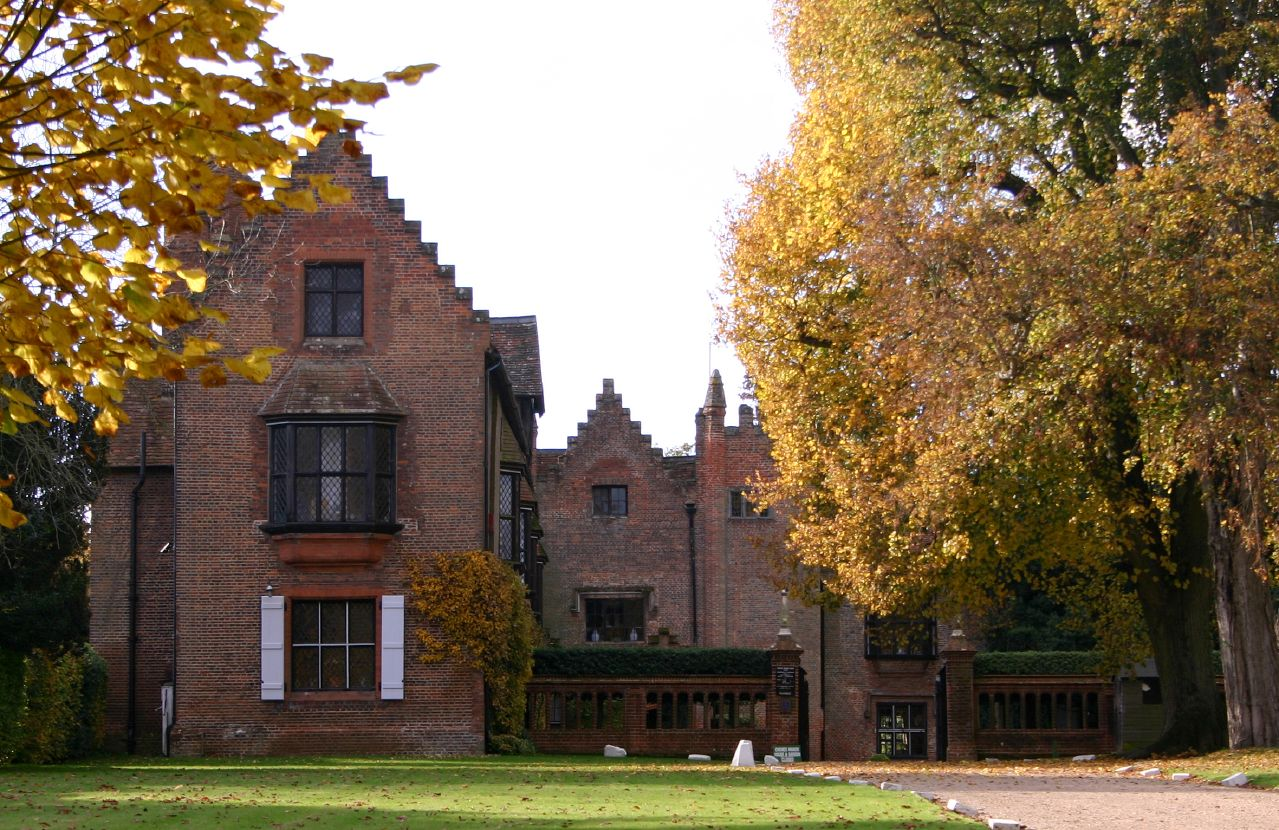
Chenies Manor House.

Dalla piazza del villaggio un viale privato di ghiaia conduce fino alla casa padronale. Subito fuori dei cancelli si trova la chiesa parrocchiale di San Michele, insieme con la grande Cappella privata Bedford.
Nel 2007 è stato girato all'interno della Chenies Manor House gran parte del film di Funeral Party di Frank Oz.